# Renegados (DC Comics)
Los Rogues o en español los Renegados, son un grupo ficticio de supervillanos del universo DC. Sus miembros son, en todas las encarnaciones del grupo, enemigos de Flash, constituidos como una asociación criminal suelta que han dejado de lado el término de "supervillano".
Los Renegados mantienen un código de conducta, así como un alto nivel de aceptación. Ningún renegado puede heredar la identidad de otro renegado, mientras el original todavía viva. Además, para ser un renegado no basta con tener un viejo vestido de renegado, herramientas o las habilidades, incluso si algún miembro anterior está muerto.
A pesar de que tienden a carecer de reconocimiento amplio como los villanos de Batman y Superman, los enemigos de Flash, a través de su mezcla única de trajes de colores, diversos poderes, habilidades inusuales, y quizás lo más particular, la falta de cualquier elemento de una definición o un tema entre ellos, forman una galería distintiva de renegados.

## Enemigos del Flash de la edad de plata
Los enemigos de Flash comenzaron a utilizar el nombre de "renegados" durante la  Edad de Plata del cómic. Originalmente, los renegados fueron los enemigos de Flash trabajando juntos, pero desde entonces han formado un grupo permanente, y por lo general un renegado nunca cometerá un delito por sí mismo. Los enemigos del Flash de la edad de plata que se convirtió en renegados fueron Capitán Frío, Amo de los Espejos, Ola de Calor, Mago del Clima, Trickster, Pied Piper, Top y Capitán Boomerang. Estos villanos lucharon contra el segundo Flash (Barry Allen), el tercero y el cuarto después de la muerte de Allen.

### Miembros
- Capitán Frío/Leonard Snart (Líder)
- Ola de Calor/Mick Rory
- Golden Glider/Lisa Snart
- Amo de los Espejos/ Sam Scudder
- El Flautista/Harthley Rathaway
- Mago del Clima/Mark Mardon
- Trickster/James Jesee
- Capitán Boomerang/Digger Harkness
- Trompo/Roscoe Dillon
- Abra Kadabra/Citizen Abra

## Enemigos del Flash de la edad moderna
En la Edad Moderna, la novela gráfica Flash: Iron Heights introdujo nuevos personajes, muchos de los cuales más tarde se convertirían en una nueva banda de renegados bajo la dirección del señor del crimen Blacksmith. Algunos escritores renovaron renegados clásicos, reinventándolos a través de historias como "Underworld Unleashed", "Rogue War", o historias en solitario, mientras que otros fueron reinventados a través de nuevos personajes que heredaron las identidades de viejos renegados. Los renegados no matan a las mujeres o a los niños.

### Miembros
- Amo de los Espejos
- Double Down
- Tar Pitón
- The Trickster
- Captain Boomerang

### Renegados de Blacksmith
- Magenta
- Plunder
- Girder
- Murmur

## Renegados en "Los nuevos 52"
La conducta moral de estos renegados es más estricta que la de sus versiones predecesoras, por lo que incluso han llegado a ser considerados héroes. Entre sus cambios está como regla principal no matar a nadie, a menos que su propia vida esté en riesgo, aunque siguen siendo un famoso grupo de ladrones. A pesar de que Flash se ha enfrentado a ellos en más de una oportunidad, han tenido que trabajar en equipo para detener la invasión de Grodd y su ejército de gorilas. Incluso se han enfrentado a un ejército de villanos, siendo cazados por todo el país, con tal de defender a Ciudad Central ante la desaparición de Flash y el resto de héroes en el mundo.

### Miembros
- Capitán Frío
- Golden Glider
- Heat Wave
- Weather Wizard
- Mirror Master
- Trickster
- Pied Piper

## Otras versiones

### Los nuevos renegados
Durante los acontecimientos de Final Crisis, los renegados rechazaron ser miembros de la Secret Society ofrecida por Libra. Con Libra desesperado por introducir a todos los villanos de Flash, él reclutaría a los nuevos renegados, los cuales habían aparecido por primera vez como los matones del Pingüino, para obligar a los renegados a unirse. Los miembros fueron: Chill, Burn, Weather Witch, Mirror-Man, and Mr. Magic. Los nuevos renegados capturaron al padre de Captain Cold y lo amenazaron con matarlo si los renegados no se presentaban ante Libra. Los renegados luego atacaron a los nuevos renegados, matando a cada uno de ellos.

### Los Renegados Siglo 25
Estos renegados son policías del siglo 25. Todos ellos son parte de la "Reverse-Flash Task Force". En The Flash vol. 3 #1, el cuerpo de Mirror Master se deja en un área pública por una figura misteriosa con un traje de Flash. Barry Allen llega con su atuendo de civil y confirma que el muerto no era el verdadero Mirror Master. Flash llega a la cima de un edificio en el que se enfrenta a "los Renegados", versiones futuristas de los renegados actuales. Se acusa a Flash del asesinato de Mirror Master por su líder, Commander Cold. Los miembros renegados incluyen versiones futuristas de Captain Cold, Heat Wave, Mirror Master, Weather Wizard, Trickster y Top.

## En otros medios

### Televisión
- En el episodio "Réquiem for a Scarlet Speedster!" de la serie Batman: The Brave and the Bold, los renegados aparecen cometiendo robos, presumiendo que Barry Allen está muerto. Se revela de hecho que, a su manera propia, extrañan a Flash. Son derrotados por Batman, Jay Garrick y Kid Flash. Después que se revela que Barry Allen está vivo, los renegados se alegran de tener a Flash de nuevo. Los miembros mostrados fueron Captain Cold, Heat Wave y the Weather Wizard.  Grodd, Mirror Master, y el Capitán Boomerang se muestran también a lo largo de la serie.

- En la Liga de la Justicia Ilimitada, la versión Wally West de Flash es honrada como héroe de Central City. En este episodio, Flash, Batman y Orión batallan contra cuatro de los renegados incluyendo a Captain Cold, Mirror Master, Trickster, y el Capitán Boomerang, que atacan el museo que se abre en honor a Flash. Este episodio incluye muchas referencias a cómics de Flash, incluyendo traer de vuelta a Mark Hamill como el Trickster. Este grupo en particular de los renegados se les puede ver salir a un restaurante local, ya que su existencia es bien conocida por Flash. En esta versión, los renegados parecen ser delincuentes de segundo orden, utilizando sus habilidades particulares para tratar de herir o matar a Flash, pero casi en un sentido cómico. Debido a esta naturaleza cómica de los renegados, se revela que Flash tiene simpatía por estos supervillanos y, en alguna ocasión, incluso se hizo amigo de uno que otro renegado.

- En la serie de televisión The Flash se hace la primera mención de este grupo criminal; apareciendo en la primera temporada Leonard Snart como enemigo de Flash y Cisco lo nombra Capitán Frío, más tarde aparece Mick Rory como Incendiario, estos son atrapados y llevados a Iron Heights pero en el camino son interceptados por Lisa Snart. Más tarde ella y su hermano obligan a Cisco a crear un arma parecida a la del hermano, Cisco le crea un arma que puede transmutar cualquier objetos en oro, más tarde Cisco llama a Lisa Golden Glider. En la tercera temporada aparecen Sam Scudder como el Amo de los Espejos y una versión femenina de Top llamada Rosalind Dillon conocida como Trompo, esta versión es amante de Rosalind; Estas versiones son metahumanos Scudder con el poder de viajar a través de los espejos y Dillon con el poder de causar vértigo paralizante, ellos son conocidos como los Nuevos Renegados. En la temporada 5 aparecen un grupo llamado Jóvenes Renegados conformados por Nora West-Allen como XS, Joss Jackam (hija del Mago del Clima) conocida como La bruja del Clima, Brie Larvan conocida como la Bandida de los ojos saltones y Peter Merkel conocido como Muñeco de Trapo.

### Videojuegos
- Los renegados aparecen como jefes en el juego Batman: The Brave and the Bold (videojuego), utilizando los mismos miembros que aparecieron en la serie de televisión.